# اتحاد الجزر العظيمة

اتحاد الجزر العظيمة (بالقمرية: Udzima wa ya Masiwa)، هو النشيد الوطني الرسمي للاتحاد القمري. وقد تم تبنيه بعد الاستقلال في عام 1978. وقد تم كتابة الكلمات بواسطة هشام سعيد سيدي عبد الرحمن والذي أيضاً لحن الموسيقى للنشيد الوطني بالتعاون مع كمال الدين عبد الله.

## جمهورية القمر العربية العظيمة

### الكلمات بالنسخة الشيماساوية
I béramu isi pépéza

i nadi ukombozi piya

i daula ivénuha

tasiba bu ya i dini voya trangaya hunu Komoriya

Narikéni na mahaba ya huveindza ya masiwa
yatruwasiwa Komoro damu ndzima

wasiwa Komoro dini ndzima

Ya masiwa radzali wa

ya masiwa yarileya

Mola né ari sayidiya

Narikéni ha niya

riveindzé uwataniya

Mahaba ya dine na duniya.
I béramu isi pépéza

rang mwési sita wa Zuiye

i daula ivénuha

zisiwa zatru zi pangwi ha

Maoré na Nzuani, Mwalina Ngaziya

Narikéni na mahaba ya huveindzar ya masiwa.

### إتحاد الجزر العظيمة ( النشيد الوطني القمري )
العلم يرفرف،

ليعلن الاستقلال التام ;

ترتقي الأمة،

بسبب إيماننا

في جزرنا القمرية.
دعنا نتحلى بالإخلاص

لحب جزرنا العظيمة.

نحن القمريون من دم ٍ واحد،

نحن القمريون من إيمانٍ واحد.
على هذه الجزر قد ولدنا،

هذه الجزر قد رعتنا.

نرجوا من الله مساعدتنا دائماً ;

لحب أرضنا الأم،

و لحب ديننا والعالم.
العلم يرفرف.

من السادس من يوليو

ترتقي الأمة ;

جزرنا موحدة.

مايوت وأنجوان موهيلي والقمر،

دعنا نتحلى بالإخلاص

لحب جزرنا العظيمة.

### الكلمات بالفرنسية
Au faîte le Drapeau flotte

Apelle a là Liberté totale.

La nation apparaît,

Force d'une meme religion au sein des Comores.

Vivons dans l'amour rèciproque dans nos îles.
Les Comoriens issue de même sang,

Nous embrassons la même idéologie réligieuse.

Les îles où nous somme nés!!

Les îles qui nous ont prodigués la bonne éducation.

Dieu ya apporté son aide.

Conservons notre unité pour l'amour de la patrie,

Amour pour la réligion

Et pour l'évolution.
Au faîte le Drapeau flotte

Depuis le 6 du mois de Juillet

La nation apparaît,

Les îles devenues souveraines;

Maore - N'Dzouani - Mouwali - et N'Gazidja.

Gardons notre amour pour les îles.